# 鱼山·乌龟山遗址
30°02′12.1″N 121°33′19.6″E / 30.036694°N 121.555444°E
鱼山·乌龟山遗址是浙江省宁波市镇海区两处相邻的考古遗址。遗址位于九龙湖镇河头村和路下徐村之间，其中鱼山遗址位于恒大山水城明苑北侧鱼山东南麓，面积11400平方米。乌龟山遗址位于恒大山水城明苑月亮湖西侧乌龟山东南麓，面积13000平方米。遗址发现于2010年夏，2013年至2015年由宁波市文物考古研究所、吉林大学、南京大学等机构对鱼山遗址实施抢救性发掘并对乌龟山遗址进行试掘，确认遗址包含河姆渡文化、良渚文化、商周和唐宋四大阶段的文化信息。2022年7月26日，鱼山遗址、乌龟山遗址被列入镇海区文物保护单位。